# John Edmund Kerrich
John Edmund Kerrich (* 9. Mai 1903 in Norfolk, England; † 1985 in Südafrika) war ein südafrikanischer Mathematiker englischer Abstammung. Während seiner Internierung in einem dänischen Lager während des Zweiten Weltkriegs protokollierte er tausende von Zufallsexperimenten.

## Leben
John Edmund Kerrich wurde in England geboren, emigrierte aber bereits im Jahr 1904 mit seinen Eltern nach Südafrika und schloss in Euton Estate, einem wohlhabenden Vorort von Johannesburg, das St. John's College ab.
1922 begann er an der neu gegründeten University of Witwatersrand ein Studium der Mathematik und Astronomie, das er 1929 als M.Sc. abschloss. Er blieb als Dozent (Lecturer) und ab 1935 als Senior Lecturer an der Universität. 1934 heiratete er Sigrid Bech-Bruun, mit der er zwei Söhne hatte.
Im April 1940 wurde er bei einer Besuchsreise in Kopenhagen verhaftet und im dänischen Lager Hald Ege bei Viborg interniert. Das Lager, eine ehemalige Volkskuranstalt des Dänischen Roten Kreuz, hatte zuvor schon als Internierungslager für deutsche Soldaten gedient und wurde bei der Befreiung Dänemarks im Mai 1945 aufgelöst.
Nach seiner Freilassung 1945 kehrte Kerrich als Senior Lecturer in Charge an den Fachbereich Mathematik der University of Witwatersrand zurück, war 1953 einer der 13 Gründer der "South African Statistical Association" (und in der Folge dreimal ihr Präsident) und wurde 1957 zum Gründungs-Professor des Department of Statistics seiner Universität ernannt. Er bekleidete diesen Posten bis zu seiner Emeritierung 1971.

## Werk
Kerrich wurde vor allem für seine Schrift An Experimental Introduction to the Theory of Probability bekannt. Sie enthält die Ergebnisse von mehreren tausend Zufallsexperimenten, die er gemeinsam mit Erich Christensen während seiner Internierung in Dänemark durchführte. Kerrich und Christensen absolvierten 10.000 Münzwürfe und notierten die Ergebnisse, um eine empirische Grundlage für das von Jakob I Bernoulli formulierte Gesetz der großen Zahlen zu liefern. Sie erzielten nach 1.000 Würfen 502 mal Kopf, nach 5.000 Würfen 2.533 mal und nach 10.000 Würfen 5.067 mal. Mit Tischtennisbällen führten sie außerdem 5.000 Ziehungen von zwei Bällen aus einer Urne mit zwei roten und zwei grünen Bällen durch (sie erhielten 756 mal rot/rot, 1.689 mal rot/grün, 1.688 mal grün/rot und 867 mal grün/grün). Das Werk war als Lehrtext angelegt und wird auch in modernen Lehrbüchern der Statistik herangezogen.
Das Buch wurde bereits 1941 geschrieben und 1946 in Kopenhagen gedruckt. Kerrich bedankt sich im Vorwort ausdrücklich bei den dänischen Behörden, die ihm Schutz und gute Behandlung angedeihen ließen und eine Internierung in Deutschland verhinderten („The writer has great pleasure in thanking the Danish authorities for the measure of protection they were able to afford him, and in congratulating them on the truly admirable manner in which they cared for their internees for so many years.“).
Außer der Experimental introduction ist heute nur noch eine weitere Monographie von Kerrich, seine Antrittsvorlesung am Department of Statistics, nachzuweisen, obwohl er als Autor oder Co-Autor von 57 Monographien und zahlreichen Zeitschriftenartikeln geführt wird.

## Schriften
- John Edmund Kerrich: An experimental introduction to the theory of probability. Einar Munksgaard, Kopenhagen 1946 (Reprint: Belgisk Import Co., Kopenhagen 1950 und Witwatersrand University Press, Johannesburg 1964)
- John Edmund Kerrich: Statistics as an aid to science: inaugural lecture. Witwatersrand University Press, Johannesburg 1958